# Divo Zadi
Divo Zadi (ur. 25 stycznia 1931 w Montefollonico, zm. 1 kwietnia 2021 w Civita Castellana) – włoski duchowny rzymskokatolicki, w latach 1989-2007 biskup Civita Castellana.

## Życiorys
Święcenia kapłańskie przyjął 2 sierpnia 1953. 10 marca 1989 został mianowany biskupem Civita Castellana. Sakrę biskupią otrzymał 8 kwietnia 1989. 10 grudnia 2007 przeszedł na emeryturę.